# カンブレー同盟戦争
カンブレー同盟戦争（カンブレーどうめいせんそう）は、イタリア半島における権益を巡ってフランス、教皇国、ヴェネツィア共和国が争った戦争である。
1508年から1516年まで続いたこの戦争はスペイン、神聖ローマ帝国、イングランド、スコットランド、イタリア諸邦といった当時の西欧諸国のほぼ全てを巻き込み、イタリア戦争における最も大規模な戦争の一つとなった。

## 概要
1508年、ローマ教皇ユリウス2世はイタリア北部におけるヴェネツィアの影響力を払拭するため、フランス王ルイ12世、神聖ローマ皇帝マクシミリアン1世、そしてアラゴン王フェルナンド2世との間に反ヴェネツィア同盟たるカンブレー同盟を結成した。この同盟はある程度の成功を収めたものの、ユリウス2世とルイ12世の対立が原因で1510年に崩壊し、教皇はその後フランスに対抗するためにヴェネツィアと手を組んだ。
ヴェネツィアと教皇間の同盟は後に神聖同盟へと発展し、1512年にはイタリア半島からフランスを追い出す事に成功した。しかし領土分割に関する意見対立からヴィネツィアが同盟を離反してフランス側に寝返ると、ルイ12世の後を継いだフランソワ1世の指揮の下、フランス-ヴェネツィア同盟は1515年のマリニャーノの戦いに大勝し、両国は失った領土を取り戻す事に成功する。翌年にノワイヨンとブリュッセルで結ばれた終戦条約によって、最終的にイタリア半島は1508年の開戦前の状態に復帰する事が決定された。

## 背景
第一次イタリア戦争後、フランスの援助によって教皇アレクサンデル6世はロマーニャ地方を獲得しており、イタリア中部では教皇国の影響力が強まりつつあった。アレクサンデル6世の下で教皇軍最高司令官であったチェーザレ・ボルジアは、当時ボローニャを支配していたベンティヴォーリョ家をボローニャから追放し、この地方に強固な「ボルジア王国」を作り上げようとしていた。1503年8月18日にアレクサンデル6世が死ぬと、ピウス3世の短い統治の後、ユリウス2世が新教皇に選出され、チェーザレの力は弱まった。これを好機と見たロマーニャ地方の没落貴族達は、町の支配権と引き換えに経済的援助を求めてヴェネツィア共和国に接近した。ヴェネツィア議会はこの申し出を受諾し、1503年の終わりにはリミニやファエンツァなど多くの都市がヴェネツィアの支配下に置かれる事となった。
チェーザレを失脚させて教皇軍の指揮権を取り戻したユリウス2世は、直ちにヴェネツィア領となっていたロマーニャ地方の返還を要求した。ヴェネツィア共和国自身はロマーニャ地方の諸都市に対する教皇の支配権と徴税権を認めていたものの、都市の多くが教皇の下へ戻る事を拒否したため、ヴェネツィアは教皇の要求を拒絶した。これに対し、ユリウス2世はヴェネツィアに対抗すべくフランスと神聖ローマ帝国との間に同盟を締結した。この同盟はカスティーリャ女王イサベル1世の死に伴う国際情勢の混乱によってすぐに崩壊してしまったが、ヴェネツィアに幾つかの都市を放棄させる事に成功した。ユリウス2世はこの成果に満足していなかったものの、ヴェネツィアと単独で争える程の軍事力を持っていなかった事から共和国との全面衝突は避け、代わりに両国の間で半独立状態にあったボローニャとペルージャを2年間かけて再征服した。
1507年、ユリウス2世は再びヴェネツィアに対しロマーニャ地方の返還を求めた。ヴェネツィア議会が再度この要求を退けると、彼は新たに選出されたばかりの神聖ローマ皇帝マクシミリアン1世にヴェネツィアを攻撃するよう働きかけた。マクシミリアン1世は教皇の意向に応じ、戴冠式をローマで行うための進軍と称して1508年に大軍を引き連れてヴェネツィア領に侵攻、ヴィチェンツァまで軍を進めたものの、バルトロメオ・ダルヴィアーノ率いるヴェネツィア軍に敗北を喫した。数週間後に二度目の攻撃が行われたものの、皇帝軍は大敗して逆にトリエステやフィウメにまでヴェネツィア軍に攻め込まれたため、マクシミリアン1世はヴェネツィアとの和議に応じざるを得なくなった。

## カンブレー同盟
皇帝の無残な失敗を受け、教皇ユリウス2世は第二次イタリア戦争でミラノ公国を手中に収め、更なるイタリア半島での領地拡大を狙うフランスのルイ12世へ同盟の誘いを持ちかけた。折りしも1508年5月、ヴェネツィアは空席となったヴィチェンツァ司教に慣習に則って独自候補を擁立したが、これはヴェネツィアへの攻撃を狙うユリウス2世にとってまたとない好機となった。教皇は全カトリック諸国に対して自らが主導するヴェネツィア討伐軍への参加を呼びかけ、フランス、神聖ローマ帝国、スペインそして教皇国が参加するカンブレー同盟が結成された。同盟の際に結ばれた条約ではヴェネツィア領は加盟国によって分割される事が定められ、フランスはブレシア、クレーマ、ベルガモ、クレモナといった旧ミラノ公国領を、神聖ローマ帝国はイストリアに加えヴェローナ、ヴィチェンツァ、パドヴァ、フリウーリを、スペインはオトラントを手に入れ、そしてリミニやラヴェンナを含む残りの領土が教皇国へ併合される事となっていた。
1509年4月15日、ルイ12世はフランス軍総司令官としてヴェネツィアへ侵攻を開始した。これに対抗するため、ヴェネツィアは同じオルシーニ家の傭兵隊長であるバルトロメオ・ダルヴィアーノとニッコロ・ディ・ピティリアーノを雇い入れたものの、彼らはフランス軍の進撃をどう防ぐかという点で意見が異なっていた。5月初旬にルイ12世の軍勢がアッダ川へ到達すると、ダルヴィアーノは彼らと正面から戦う事を避けて南へ撤退した。5月14日、アニャデッロの戦いにおいて両軍が衝突すると、数でフランス軍に劣るダルヴィアーノはピティリアーノに援軍を要請したものの、ピティリアーノは戦闘を切り上げて進軍せよとする本国からの命令に従って戦場から撤退した。撤退命令を無視して戦い続けたダルヴィアーノ軍は最終的にフランス側に撃破されて降伏し、ピティリアーノは何とかフランス軍との交戦を避けようとしたものの、ダルヴィアーノ軍の敗北を知った彼の傭兵達が翌朝大量脱走し、ピティリアーノはトレヴィーゾへの撤退を余儀なくされた。
アニャデッロでの敗戦によってヴェネツィア側の戦線は完全に崩壊した。ルイ12世率いるフランス軍はブレシアに至るまで何らの抵抗を受ける事も無く進軍して占領し、ヴェネツィアは前世紀の間保持していたイタリア北部の領土を全て失った。フランスによる占領を免れたパドヴァ、ヴェローナ、ヴィチェンツァといった都市も、ピティリアーノ軍の撤退によって無防備な状態で取り残された結果、皇帝マクシミリアン1世からの特使がヴェネトに到着すると速やかに降伏して都市を明け渡した。ユリウス2世はヴィネツィアに聖務禁止令を発令する一方、アルフォンソ1世・デステの助力を得てロマーニャ地方に侵攻し、ラヴェンナを占領する事に成功した。フェラーラ公であったデステは4月19日に教皇軍最高司令官に任命されており、彼の活躍によってフェラーラ公国はポレージネ（現在のロヴィーゴ県）まで領地を広げている。
しかしながら、皇帝の代官達がヴェネトに到着すると情勢は一変する。1509年7月中旬、アンドレア・グリッティ率いるヴェネツィア騎兵隊の援助を受けたパドヴァ市民が一斉に蜂起し、市内に駐留していた皇帝のランツクネヒトを追放、7月17日には町が再びヴェネツィアの手に戻ったのである。反乱の報を受けたマクシミリアン1世は皇帝軍・フランス軍・スペイン軍から成る大軍を引き連れて8月初旬にトレントを出発し、ヴェネトへと進軍を開始した。だが馬の不足と杜撰な指揮系統によって軍の歩みは遅く、その間にピティリアーノは軍を立て直してパドヴァへ駆けつける事に成功した。1509年9月15日に開始されたパドヴァ包囲戦は、同盟軍の砲撃によってパドヴァの城壁が破壊された後もヴェネツィア守備隊の抵抗によって長引き、業を煮やしたマクシミリアン1世は9月30日に包囲を解き、主軍をチロルに撤退させてしまった。

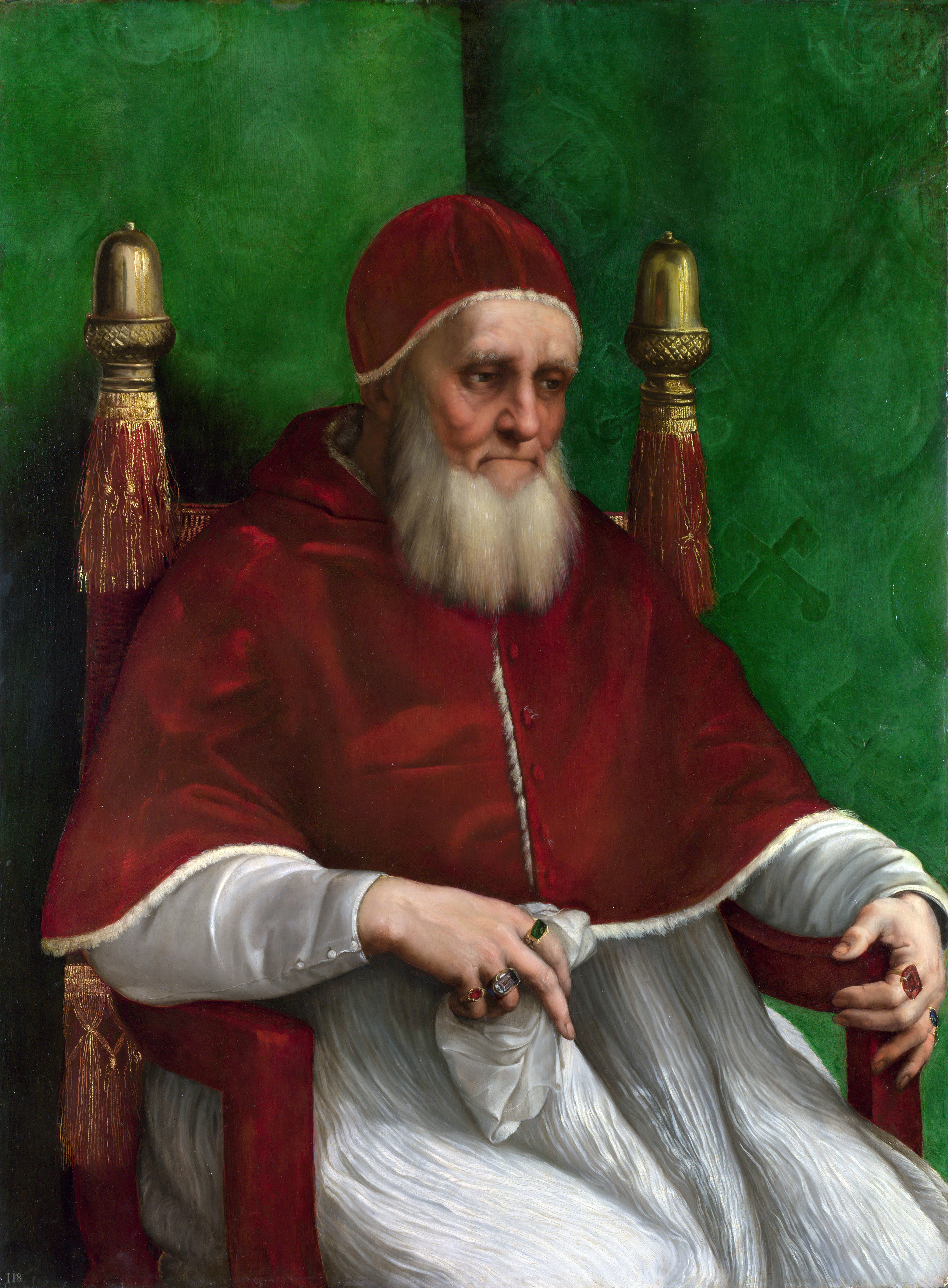
『教皇ユリウス2世の肖像』。ラファエロ画 (1511年)

11月中旬になると、ヴェネツィア軍は攻勢に出た。ピティリアーノ率いる軍は各地に残っていた皇帝軍を次々と破り、ヴィチェンツァ、エステ、フェルトレ、ベッルーノを奪還した。その後に行われたヴェローナへの攻撃は失敗したものの、ピティリアーノはフランチェスコ2世・ゴンザーガ率いる教皇軍を撃破するため、ポレゼッラに駐屯していたフェラーラ軍への攻撃を命じた。だがアンジェロ・トレヴィサンによるガレー船からの地上攻撃は失敗し、フランチェスコ・グイチャルディーニの指揮を受けたフェラーラ軍の砲撃によってポー川に停泊していたヴェネツィア海軍は壊滅的損害を被った。フランス軍の増援も迫りつつあったため、ピティリアーノは再度パドヴァへの撤退を強いられた。
資金と人員の両面が枯渇しつつある事に気づいたヴェネツィア議会はユリウス2世に和平を打診したものの、教皇が対価として要求した条件は極めて厳しいものだった。ヴェネツィアはそれまで伝統的に保持してきた自国領内の聖職者に対する司法権・任命権・課税権を失うのみならず、戦争の契機となったロマーニャ地方の諸都市を教皇へ割譲し、更に教皇が費やした戦費の全額補償を求められたのである。和平を受け入れるか否かの論争は2ヶ月近くに及び、結局1510年2月24日にヴェネツィアは和平を受諾した。この和平条約は破門されたヴェネツィア側が大使を派遣して教皇に赦免を求める形で締結されたものの、一方でヴェネツィアの十人委員会は密かに「この条約は強要されたものであり、共和国は適切な時期にこの条約を破棄すべきだ」とする決議を下していた。
教皇とヴェネツィア間では和平が成立したものの、フランス軍は3月になると再びヴェネツィアへ侵攻を開始した。1月に死去したピティリアーノに代わってアンドレア・グリッティがヴェネツィア軍総司令官に就任したものの、皇帝軍との合流に失敗したにも関わらずフランス軍は破竹の勢いで進軍し、3月中にヴィチェンツァからヴェネツィア軍を追い出す事に成功した。グリッティはフランス・皇帝両軍による攻撃に備えてパドヴァに篭城したが、ルイ12世は彼の軍事顧問だったジョルジュ・ダンボワーズの死に気を取られ、攻城戦は中止となった。

## ヴェネツィア-教皇同盟
ヴェネツィアとの戦争に勝利したユリウス2世だったが、フランス軍の一方的な攻勢を目の当たりにし、徐々にイタリアにおけるフランスの影響力が強くなり過ぎる事を懸念するようになった。更に問題だったのが、先の戦争で活躍したフェラーラ公アルフォンソ・デステが教皇領における塩の専売権を巡ってユリウス2世と対立し、自らが征服したポレージネを維持するためにヴェネツィア軍へ攻撃を続けていた事だった。ユリウス2世はこれを機にフランスの同盟国であるフェラーラ公国を攻撃し、同国を教皇領に組み込むと共にフランスの勢力を削ごうと考えた。教皇はスイス傭兵を雇ってミラノのフランス軍を攻撃するよう命じると共に、ヴェネツィアへ対フランス同盟を打診した。フランス軍の猛攻に直面していたヴェネツィアは即座にこの申し出を受諾し、ここにヴェネツィア-教皇同盟が成立した。

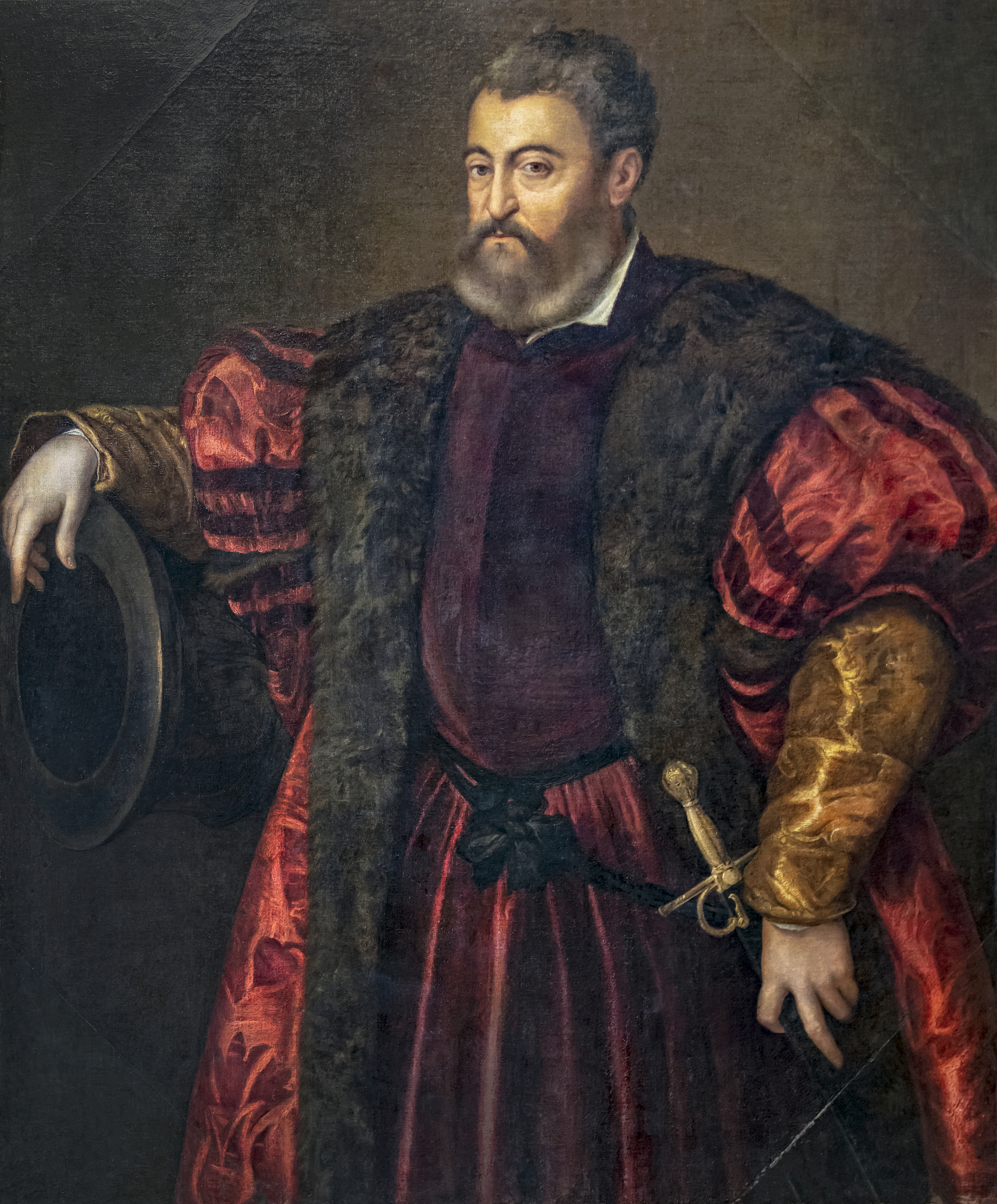
フェラーラ公アルフォンソ1世・デステ像

1510年7月、新たに成立したヴェネツィア-教皇同盟はフランスとその同盟国に対する攻撃を開始した。最初の攻撃となったジェノヴァ解放は失敗に終わったものの、8月初旬にはルシオ・マラベッツォ率いるヴェネツィア軍がヴィチェンツァの奪還に成功し、8月17日になるとウルビーノ公フランチェスコ・マリーア1世・デッラ・ローヴェレ率いる同盟軍がモデナを攻め落とした。ユリウス2世はアルフォンソ・デステを破門すると宣言し、フェラーラに対する侵攻を開始した。序盤の優勢と勝利への期待感から、教皇は前線に近いボローニャにまで自ら出向いている。
しかしながら、教皇が派遣したスイス傭兵はルイ12世の賄賂によってフランス軍との戦闘を拒否したため、彼の軍隊は何らの抵抗を受ける事もなくイタリア中部にまで南進する事ができた。8月初旬になるとシャルル2世・ダンボワーズ率いるフランス軍がボローニャへの進軍を始め、18日には町から僅か数マイルの距離にまで迫っていた。ユリウス2世は今や、ボローニャ市民は教皇の統治に強く反発しており、フランス軍には喜んで門を開くだろうという事実を受け入れざるを得なくなった。頼みの綱だったスイス傭兵の裏切りに遭い、同盟国のヴェネツィア軍も市内には僅かな騎兵隊しか駐留していなかったため、教皇にできる事はダンボワーズを破門すると脅す事だけだった。だが当のダンボワーズはローマ教皇その人への攻撃は避けるべきだとするイングランド大使の助言を受け入れ、フェラーラに軍を撤退させている。
12月になると、新たに編成された教皇軍がコンコルディアを征服し、フランスの支配下にあったミランドラへの包囲戦を開始した。ダンボワーズは救援に向かったものの、進軍途中で病にかかって死去し、動揺したフランス軍は短期間の内に撤退してしまった。教皇自らが指揮を取っていたミランドラは1511年1月に陥落したが、教皇軍が一旦カザレッキオへ兵を退いている間にダンボワーズの後任となったジャン・ジャコモ・トリヴルツィオは攻勢に出、コンコルディアとカステルフランコを奪還している。一方、ポー川での戦闘でヴェネツィア軍に大敗したアルフォンソ・デステは、教皇を孤立させるため再度ボローニャへ軍を向けた。ユリウス2世はフランス側の挟撃を恐れてラヴェンナへ発ち、町の防衛にはアリドッジ枢機卿を残したものの、アリドッジは不人気だった教皇よりも更に町の市民に嫌われており、ボローニャ市民はトリヴルツィオ率いるフランス軍が1511年5月23日に町に到達するや速やかに門を開いて降伏してしまった。ユリウス2世はこの敗北の責任はウルビーノ公ローヴェレにあると非難し、激昂したローヴェレはアリドッジを教皇近衛兵の眼前で処刑している。

## 神聖同盟
教皇軍はその後も各地で敗走を続け、1511年6月までにロマーニャ地方の大半がトリヴルツィオ率いるフランス軍の支配下に置かれた。ユリウス2世は劣勢を覆すため新たに神聖同盟を提唱し、スペイン、神聖ローマ帝国、更には北フランスに領土的野心を抱いていたヘンリー8世治世下のイングランドが参加する対フランス一大同盟が結成された。

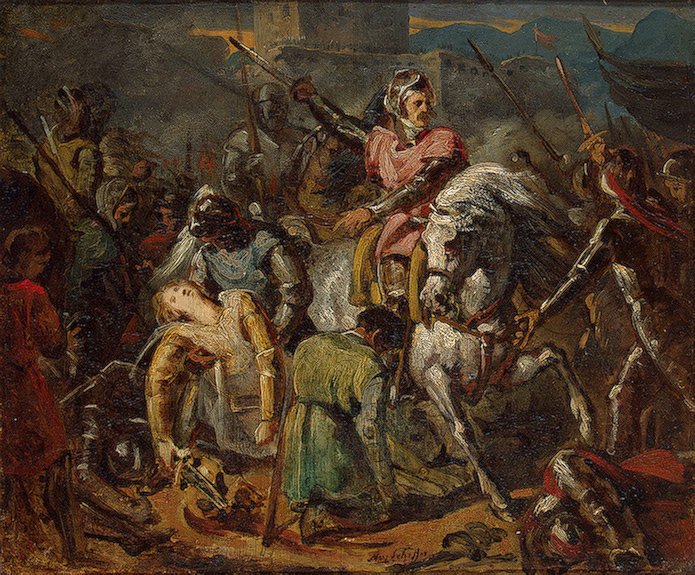
ラヴェンナの戦い

1512年2月、ルイ12世は甥のガストン・ド・フォワをイタリア遠征軍総司令官に任命した。フォワはラモン・デ・カルドナ率いるスペイン軍がボローニャに進軍してくるのを見てロンバルディアに軍を退き、そこでフランス軍とヴェネツィア守備隊に対して反乱を起こしていたブレシアを陥落させた(ブレシアの略奪)。迫りつつあるイングランド軍を万全の態勢で迎え撃つため、フォワとアルフォンソ・デステはロマーニャ地方における教皇軍最後の拠点となっていたラヴェンナへの包囲戦を開始した。神聖同盟の危機を救うため、カルドナは4月初旬に町を解放するべく軍を進めたものの、フランス軍に惨敗した(ラヴェンナの戦い)。しかしこの戦いでフランス側も総司令官であったフォワが戦死し、ラヴェンナでの略奪に夢中で侵攻作戦にあまり乗り気でないジャック・ド・ラ・パリスが後任となった。
5月になると、フランス軍は次第に劣勢に追い込まれていった。ユリウス2世が新たに雇ったスイス傭兵は、公国の奪還を狙うマッシミリアーノ・スフォルツァと共に仏軍の主要拠点であったミラノへの攻撃を開始した。攻撃の報を受けたフランス軍はロマーニャ地方からの全面撤退を決定し、神聖同盟側の侵攻をくい止めるべくロンバルディアに退いた。ヴェネツィア軍との合流に成功したスイス傭兵の手によって8月にミラノが陥落すると、スフォルツァが新たなミラノ公に即位し、ボローニャやパルマといった諸都市もウルビーノ公によってフランスの支配から解放された。ラ・パリスはアルプス山脈以西への撤退を余儀なくされ、事実上フランスはイタリア半島における権益を全て失った。
フランスの敗北を受け、旧フランス領の処遇について議論するべく神聖同盟の参加国による会合が8月下旬にマントヴァで開かれた。会合では、フランス王がピサで公会議を開催する事を認めたとして教皇の怒りを買っていたフィレンツェに関してはユリウス2世の主張が全面的に認められた。ラモン・デ・カルドナは教皇の要請に応じてトスカーナ州へ進軍し、当時街を支配していた共和勢力を打倒してメディチ家のジュリアーノ・デ・メディチを新たな支配者に据えた。
しかしながら、他の問題に関しては参加国の主張は激しく対立した。ユリウス2世とヴェネツィアはミラノ公国をマッシミリアーノ・スフォルツァに支配させるべきだと主張したが、皇帝マクシミリアン1世とフェルナンド2世はいずれも自らの一族をミラノ公に据えようと謀っていた。教皇はフェラーラ公国の教皇領への即時併合を要求したが、教皇国の影響力の増大を懸念するフェルナンド2世はその提案に反対した。だが最も大きな問題となったのはマクシミリアン1世のヴェネツィアに対する処遇で、彼はこれまでの戦争で占領していたヴェネツィア領を帝国領であると主張して譲らず、共和国への返還を強く拒絶した。皇帝は対仏戦争の終結によってヴェネツィアを疎ましく感じるようになっていた教皇に接近し、ユリウス2世はヴェネツィアを神聖同盟から追放して対ヴェネツィア同盟たるカンブレー同盟を再び結成した。ここに来てヴェネツィアは勢力挽回を狙うルイ12世と手を組む事を決め、北イタリアを両国によって分割する事を定めた条約を1513年5月23日にブロワで結んだ。

## フランス-ヴェネツィア同盟
1513年5月下旬になると、ルイ2世・ド・ラ・トレモイユ率いるフランス軍はアルプス山脈を超えてミラノへ進軍を開始し、時を同じくしてバルトロメオ・ダルヴィアーノとその配下にあるヴェネツィア軍もまたパドヴァを発って西に向かった。スイス傭兵の傀儡と見なされていたマッシミリアーノ・スフォルツァがミラノ公になった事は町の反感を買っていたため、フランス軍は大した抵抗も無くロンバルディアにまで到達する事ができた。ミラノを手中に収めた後、トレモイユはスイス傭兵が篭城したノヴァーラへの攻城戦を始めたが、数で劣るスイス側の援軍との戦闘によって敗走に追い込まれた(ノヴァーラの戦い)。スイス傭兵は撤退するフランス軍を執拗に追撃し、賄賂によって撤退するまでにアルプスを越えてフランス中部のディジョンにまで攻め込んでいる。
ノヴァーラでの敗北はフランスとその同盟国にとって情勢の決定的悪化をもたらした。ヘンリー8世率いるイングランド軍はフランス北部の都市テルアンヌを包囲し、スパーズの戦いで敗北したラ・パリスは当時フランス領だったトゥルネーを失った。ナバラではアラゴン王フェルナンド2世の軍勢に防衛線を突破され、ギュイエンヌへ攻撃を仕掛けていたイングランドの別働隊との合流を許した。ルイ12世はスコットランド王ジェームズ4世にイングランドへ侵攻するよう要請し、ヘンリー8世の注意をフランスから引き離そうとした。だがフロドゥンの戦いによってスコットランド軍は大敗し、ジェームズ4世の戦死によって彼の目論みは崩れ去った。

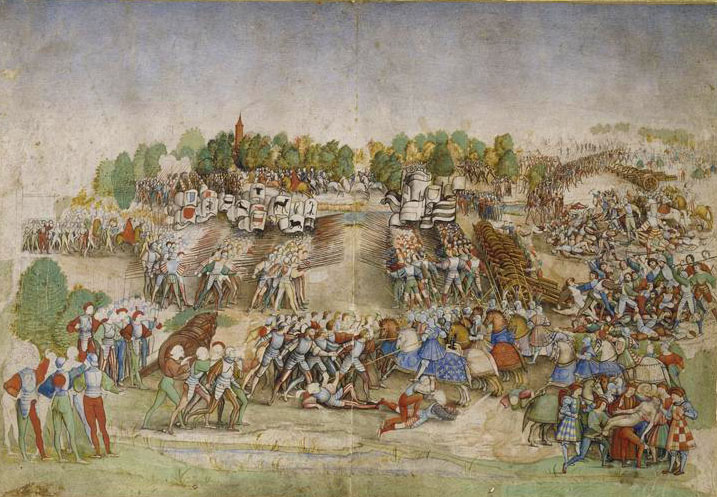
マリニャーノの戦い

一方、フランスの支援を受けられなくなったダルヴィアーノとヴェネツィア軍は、カルドナ率いるスペイン軍の追撃を逃れてヴェネト州にまで撤退した。ヴェネツィア人の強い抵抗に直面したスペイン軍はパドヴァの攻略を諦めてヴェネツィア領を突き進み、9月下旬には遂にヴェネツィアの城壁にまで達した。カルドナは都市を占領しようと砲撃や海岸からの上陸作戦を行ったものの、いずれも失敗したためロンバルディに退いた。ヴェネツィア貴族の援助を受けて軍を強化したダルヴィアーノはカルドナを追い、両軍は10月7日にヴィチェンツァで衝突した。ラ・モッタの戦いとして知られるこの戦闘の結果、ヴェネツィア軍は致命的な敗北を喫し、敗戦を恐れた多くの貴族がヴェネツィアから先を争って脱出していった。
しかしながら、神聖同盟は一連の勝利を戦争全体の勝利に繋げる事には失敗した。カルドナとダルヴィアーノは1514年を通してフリウーリで小競り合いを続けたものの、両者の決着が着くことは終戦に至るまで遂に無かった。求めていた領地の獲得に失敗したヘンリー8世は同盟を離脱し、単独でフランスと和平を結んだ。決定的だったのは神聖同盟を指導してきた教皇ユリウス2世が死去した事だった。新たに聖座を引き継いだレオ10世は軍事に関心を持たない教皇で、以後教皇軍の動きは防衛的なものとなった。
1515年1月1日、ルイ12世が死去し新たにフランソワ1世がフランス王に即位した。彼は自らの戴冠式でミラノ公の称号を受け継いだ事を宣言し、直ちにイタリア半島におけるフランス領の再興を目指した。7月下旬になると、フランソワ1世は軍をドーフィネに集結させ、イタリアへ侵攻する準備を始めた。スイス傭兵と教皇軍はフランス軍のアルプス山脈越えを阻止しようとミラノ北部に防衛線を張ったものの、ジャン・ジャコモ・トリヴルツィオの助言を受けたフランソワ1世はストゥーラ谷を経由する迂回路を進んでイタリアへの侵入を果たした。フランス軍の先遣隊は不意を突かれたミラノの騎兵隊をヴィッラフランカで破り、コンドッティエーレの一人プロースペロ・コロンナを捕らえる事に成功した。一方、フランソワ1世とその主軍はマリニャーノの戦いでスイス傭兵と激突した。序盤はスイス側が優勢だったものの、フランス騎兵隊・砲兵隊の活躍やダルヴィアーノ率いるヴェネツィアからの援軍もあり、フランス側の大勝に終わった。時に1515年9月14日の事であった。

## 戦後
マリニャーノでの敗戦により、神聖同盟は継戦能力とその意思を失った。フランソワ1世はミラノへ軍を進め、10月4日に町を占領するとスフォルツァからミラノ公位を奪った。1515年12月、フランソワ1世はボローニャで新教皇レオ10世と会談し、教皇国はパルマとピアチェンツァをフランスに、モデナをフェラーラ公国に譲渡し、その見返りにフランスはウルビーノ公への干渉を以後行わないとする事が定められた。フランス-スペイン間の終戦条約は1516年8月、フランス王フランソワ1世と後の神聖ローマ皇帝カール5世との間でノワイヨンで調印され、フランスのミラノに対する主権とスペインのナポリに対する主権を相互に認める事が決定された。
一方で皇帝マクシミリアン1世は未だ戦争への意欲を失っておらず、再びロンバルディへの侵入を試みた。だがミラノへ辿り着く前に彼の軍隊は撃破され、結局1516年12月にはフランソワ1世と終戦に関する交渉に入った。ブリュッセルで調印された条約によって、マクシミリアン1世はフランス軍のミラノ占領を認めるだけでなく、クレモナを除くロンバルディの帝国領をヴェネツィアへ返還する事が定められ、事実上イタリア半島は1508年の戦争勃発以前の状態に戻る事となった。しかしながらこの平和は1519年にカール5世が神聖ローマ皇帝に選出されるまでの4年間しか続かず、自らが皇帝となる野心を持っていたフランソワ1世によってイタリア戦争 (1521年 - 1526年)が勃発する事になる。